# Strastnic
Strastnicul (cu variantele stretnic, strejnic) este o carte bisericească destinată cultului ortodox, cuprinzând slujbele din Săptămâna Patimilor. Numele acestei cărți provine din slavonul cтрaстникъ < cтрасти "patimi".